# Élection présidentielle haïtienne de 2000
L'élection présidentielle haïtienne de 2000 fut une consultation électorale à Haïti qui donna la victoire au président Jean-Bertrand Aristide.
Le mandat présidentiel de René Préval arrivant à terme, il prépara avec son Premier ministre, Jacques-Édouard Alexis l'organisation de la future élection présidentielle.
L'élection présidentielle fut fixée à la date du 26 novembre 2000.

## Résultats
Les résultats furent sans surprise en raison de l'absence d'une véritable opposition qui boycottait cette élection présidentielle.
| Candidats              | Partis et formations politiques | Votants   | %      |
| ---------------------- | ------------------------------- | --------- | ------ |
| Jean-Bertrand Aristide | Fanmi Lavalas                   | 2 632 534 | 91,81  |
| Arnold Dumas           | Indépendant                     | 56 678    | 2,04   |
| Evan Nicolas           | UNR                             | 45 441    | 1,55   |
| Serge Sylvain          | Indépendant                     | 37 371    | 1,30   |
| Calixte Dorisca        | Indépendant                     | 36 233    | 1,26   |
| Jacques Philippe Dorce | Indépendant                     | 32 245    | 1,12   |
| Paul Arthur Fleurival  | Indépendant                     | 31 100    | 1,08   |
| Total                  |                                 | 2 871 602 | 100,00 |

Jean-Bertrand Aristide est élu pour la seconde fois président d’Haïti, dès le premier tour, avec près de 92 % des bulletins exprimés.
Le président Aristide prêta serment le 7 février 2001.

## Conséquences
L'opposition qui bouda cette élection, constitua un front politique sous l'appellation de la Convergence démocratique et élabora une plate-forme politique alternative au pouvoir en place. La Convergence démocratique désigna symboliquement un président d'Haïti en la personne de Gérard Gourgue.
Cette élection présidentielle, sans réel enjeu au vu des surprenants résultats qui portèrent Jean Bertrand Aristide au pouvoir le 26 novembre 2000 fut responsable de l'instabilité politique qui s'ensuivit. À la suite du Coup d'État de 2004 à Haïti, le président Aristide dut démissionner sous la pression populaire et internationale le 29 février 2004.